# Castilleja scorzonerifolia
Castilleja scorzonerifolia es una planta de la familia de las escrofulariáceas.

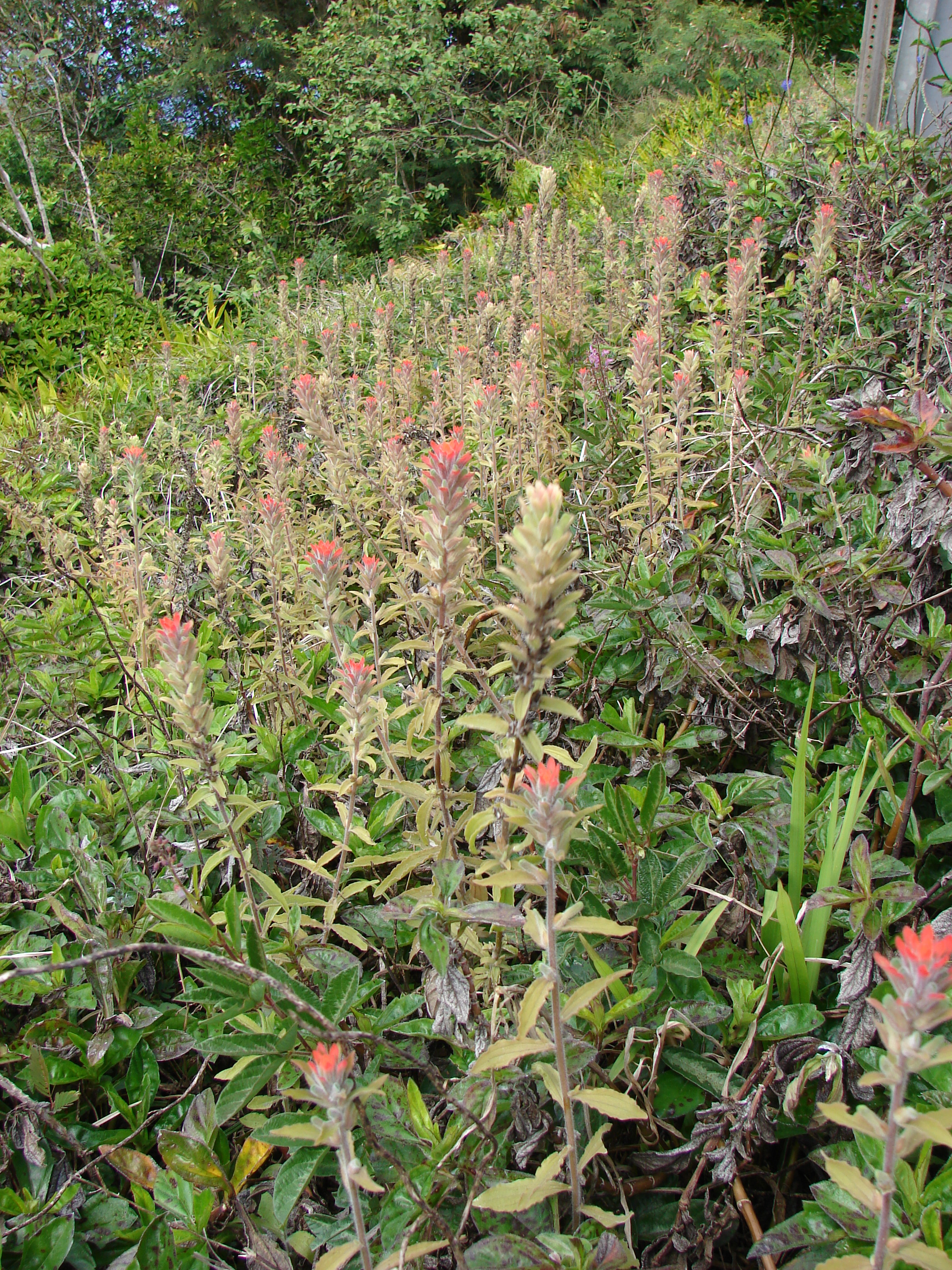
Detalle de la planta

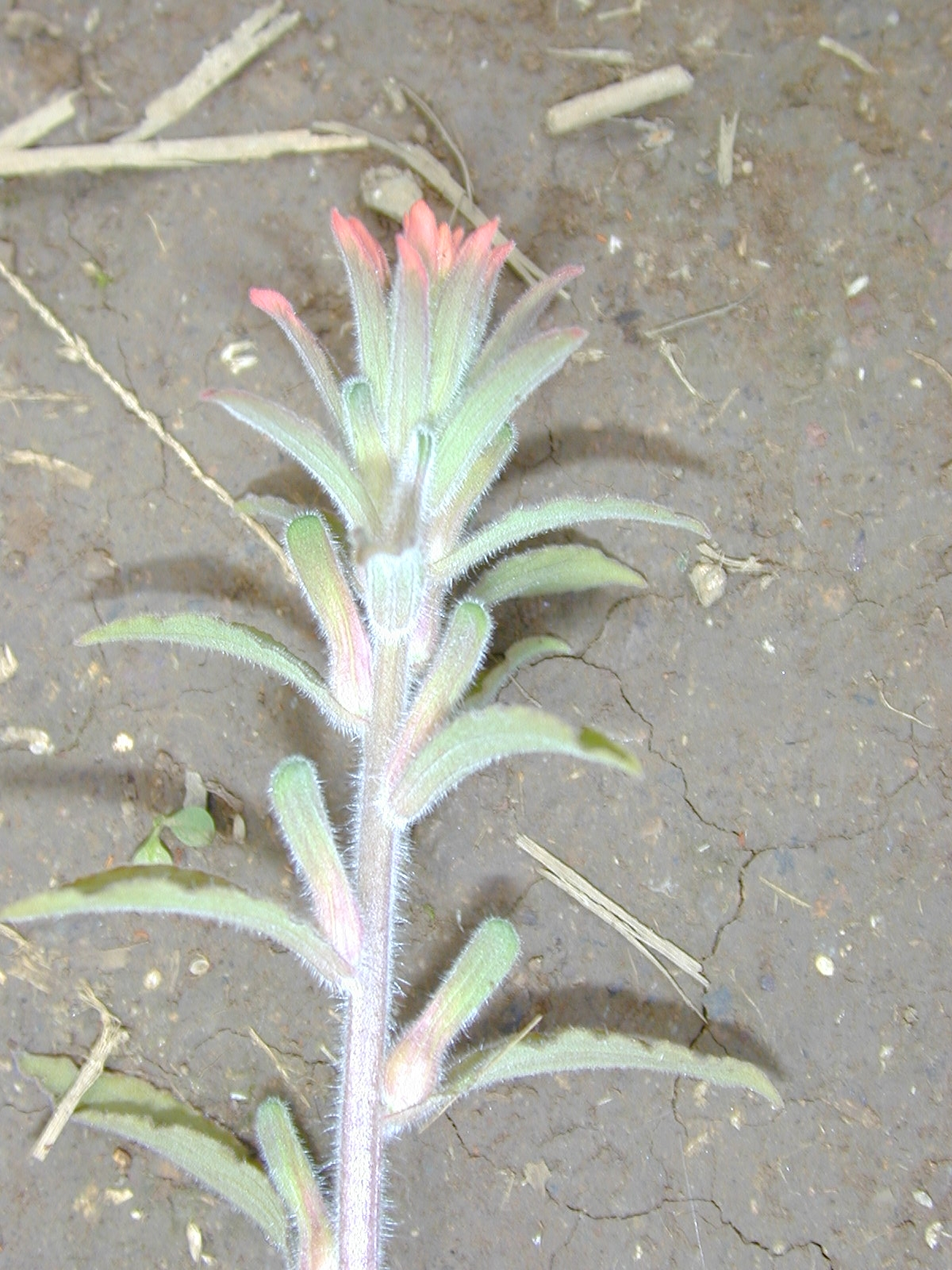
Detalle de la planta

## Caracteres
Es una hierba con tallos erectos que alcanza un tamaño de 25 a 50 cm de altura cubierta de pelos ásperos y punzantes. Las hojas son alargadas como espátulas, son numerosas y sus flores están agrupadas en espigas, son de color naranja intenso con verde y vistosas. Los frutos son cápsulas que cuando están secas se abren; las semillas son alargadas y de color café.

## Distribución y hábitat
Originaria de México, habita en climas cálidos, semicálidos, semisecos y templados entre los 1000 y los 2400 m s. n. m., asociada a terrenos de cultivo de temporal, bosques tropicales caducifolios y subcaducifolios, matorral xerófilo, bosque espinoso, bosque mesófilo de montaña; bosques de encino, de pino y mixto de pino-encino.

## Propiedades
Esta especie suele utilizarse contra la tos en Tlaxcala y en el Estado de México, se recomienda tomar la infusión de las flores.
Por otro lado, en Michoacán se emplea el cocimiento de esta hierba para curar el dolor de estómago y la bilis. En Puebla se ocupa para lavar las heridas y en Guanajuato se toma la infusión de la flor, para curar el corazón.
Además, se usa para tratar la "falta de digestión" (dispepsia), picaduras de escorpión y para bajar de peso.

## Taxonomía
Castilleja scorzonerifolia fue descrita por Carl Sigismund Kunth y publicado en Nova Genera et Species Plantarum (quarto ed.) 2: 331, t. 165. 1818.
Etimología
Castilleja: nombre genérico que fue otorgado en honor del botánico español Domingo Castillejo (1744-1793).
scorzonerifolia: epíteto latino que significa "con hojas estrechas".
Sinonimia
- Bartsia trinervis Ruiz & Pav.
- Castilleja agrestis Pennell
- Castilleja arvensis Cham. & Schltdl.
- Castilleja communis Benth.
- Castilleja communis f. johnstoniae Standl.
- Castilleja glandulosa Greenm.
- Castilleja hyssopifolia Willd. ex G.Don
- Castilleja lithospermoides Kunth
- Castilleja lithospermoides var. flava S.Watson
- Castilleja lithospermoides var. major Benth.
- Castilleja lithospermoides var. pastorei Hicken
- Castilleja speciosa M.Martens & Galeotti[4]

## Nombres comunes
- Hierba del cáncer, cola de borrego, flor de tiempo, garallona, valleta.